# 대통합민주신당
대통합민주신당(大統合民主新黨, 약칭: 신당, 민주신당, 대통합신당)은 대한민국의 민주·개혁·평화·미래세력의 대통합이라는 명분으로 2007년에 창당한 대한민국의 민주당계 정당이었다. 열린우리당 탈당파 80명, 당시 민주당 탈당파 4명, 손학규 전 경기도지사를 주축으로 한 한나라당의 일부 탈당세력과 시민사회세력을 주축으로 출범했다. 출범 직후 민주당은 유사한 당명이라며 비판하였다. 이후 2007년 8월 5일 신당 출범으로 상대적으로 약해진 열린우리당과의 합당을 통해 의석수 143석으로 원내 제1당이 되었다. 그리고 2007년 17대 대선에서 대선에서 정동영 후보를 내세웠으나 이명박에게 패하여 여당에서 야당으로 정권을 내주고 말았다. 2008년 2월 17일 민주당과 합당해 통합민주당을 창당하여 소멸하였다.

## 창당 과정
- 2007년 8월 5일 창당 (의석수 84석 원내 제2당, 당시 제1당은 한나라당)
- 2007년 8월 5일 열린우리당과 합당 (의석수 143석 원내 제1당, 제2당은 한나라당)
- 2007년 11월 2일 강길부 국회의원이 탈당하였다. (142석으로 감소)
- 2007년 12월 19일 정동영을 후보로 2007년 대선에 나섰으나 당시 후보였던 이명박에게 패배함.
- 2008년 2월 17일 대통합민주신당 당명변경 선언, 당명을 통합민주당(약칭: 민주당)으로 정함.

## 주요 활동
대통합민주신당은 열린우리당을 흡수한 후에 정동영을 대선 후보로 내세워 제17대 대선에 참여했다. 부단히 친노 이미지를 벗기위한 명분없는 차별화를 시도했으나, 이에 대한 국민들의 불신감만 작용하여 대통령 선거에서는 한나라당의 이명박 후보에게 530만표차로 패배하였다. 이로 인해 친노 세력은 정치적으로 큰 타격을 입게 되었다. 대선 이후에는 손학규를 대표최고위원으로 선출하고 이명박 정부에 대한 견제를 지속하였다. 그 후 민주당과 합당하여 통합민주당을 창당하였다.

## 역대 지도부
| 대수 | 역대 대표 | 직함         | 임기                              | 비고                    |
| ---- | --------- | ------------ | --------------------------------- | ----------------------- |
| 1    | 오충일    | 대표최고위원 | 2007년 8월 5일 ~ 2008년 1월 10일  |                         |
| 2    | 손학규    | 대표최고위원 | 2008년 1월 11일 ~ 2008년 2월 15일 | 통합민주당으로 당명변경 |

- 원내대표
  - 김효석
- 최고위원
  - 정균환
  - 이미경
  - 조일현
  - 김상희
  - 양길승
- 사무총장
  - 정동채 (2007년 8월 5일 ~ 2008년 1월 10일)
  - 신계륜 (2008년 1월 14일 ~ 2008년 2월 11일)
- 정책위원회 의장
  - 김진표
- 대변인
  - 이낙연 (2007년 8월 5일 ~ 2008년 1월 10일)
  - 우상호 (2008년 1월 14일 ~ 2008년 2월 11일)

## 강령
이 정당은, 그들의 강령 전문에서 '민주', '평화', '통합', '환경'을 4대 기본가치로 삼고, 강령과 정책비전(아래 참조)을 규정했다.

## 주요 선거 기록

### 대통령 선거
| 연도   | 선거   | 후보자 | 득표        | 득표율          | 결과 | 당락 |
| ------ | ------ | ------ | ----------- | --------------- | ---- | ---- |
| 2007년 | 17대   | 정동영 | 6,174,681표 | \| \| 26.14% \| | 2위  | 낙선 |
|        | 26.14% |        |             |                 |      |      |

## 역대 전당대회

### 대통합민주신당 창당대회
2007년 8월 5일, 통합신당 창당대회는 오충일 창당준비위원장을 대표최고위원으로 추대했다.

### 대통합민주신당-민주당 합당수임기관 합동회의
2007년 8월 20일, 통합신당과 민주당 합당수임기관 합동회의는 민주당의 대통합민주신당 흡수합당을 결의하였다.

### 대통합민주신당 중앙위원회
| 득표순위 | 이름     | 득표수   | 득표율 | 비고         |
| -------- | -------- | -------- | ------ | ------------ |
| 1        | 손학규   | 164      | 53.6%  | 대표최고위원 |
| 2        | 우원식   | 55       | 18%    |              |
| 3        | 김호진   | 46       | 15%    |              |
| 104      | 기타     | 41       | 13.4%  |              |
| 총투표수 | 총투표수 | 총투표수 | 306    |              |

2008년 1월 11일, 통합신당 중앙위는 후보등록 없이 무작위투표를 통해 손학규 전 경기지사를 오충일 대표를 대신할 신임 대표로 선출했다.

### 2008년 2월 13일 대통합민주신당 최고위원회의
2008년 2월 13일, 통합신당 최고위는 당명 변경을 통한 새당명을 통합민주당으로 창당을 의결하였다.

## 같이 보기
- 열린우리당
- 자유주의
- 자유민주주의
- 대한민국의 정치
- 대한민국의 자유주의